# 熨波洲
熨波洲（英語：Middle Island，昔日又叫銀洲）），是香港南區的一個小島嶼，位於淺水灣與深水灣之間對出的小島，島上少人居住，只有香港遊艇會在島的東北部，以及熨波洲大王爺宫。
熨波洲最高點在西中部，海拔118米。東西兩邊是香港著名海灣，天高氣清時更可遠眺位於東南方的南灣及西方的香港海洋公園登山吊車全境。

## 歷史

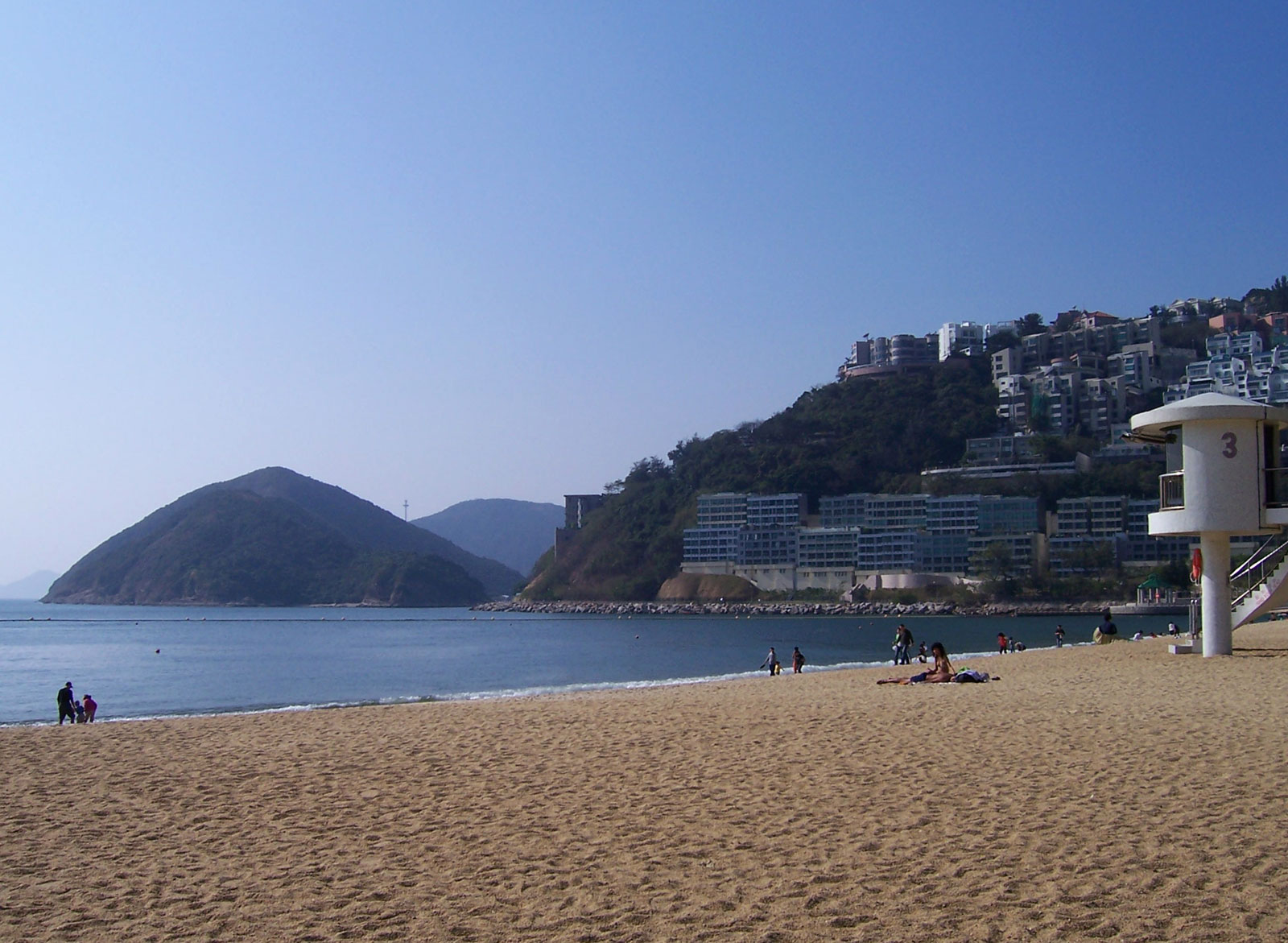
熨波洲（圖左）與淺水灣

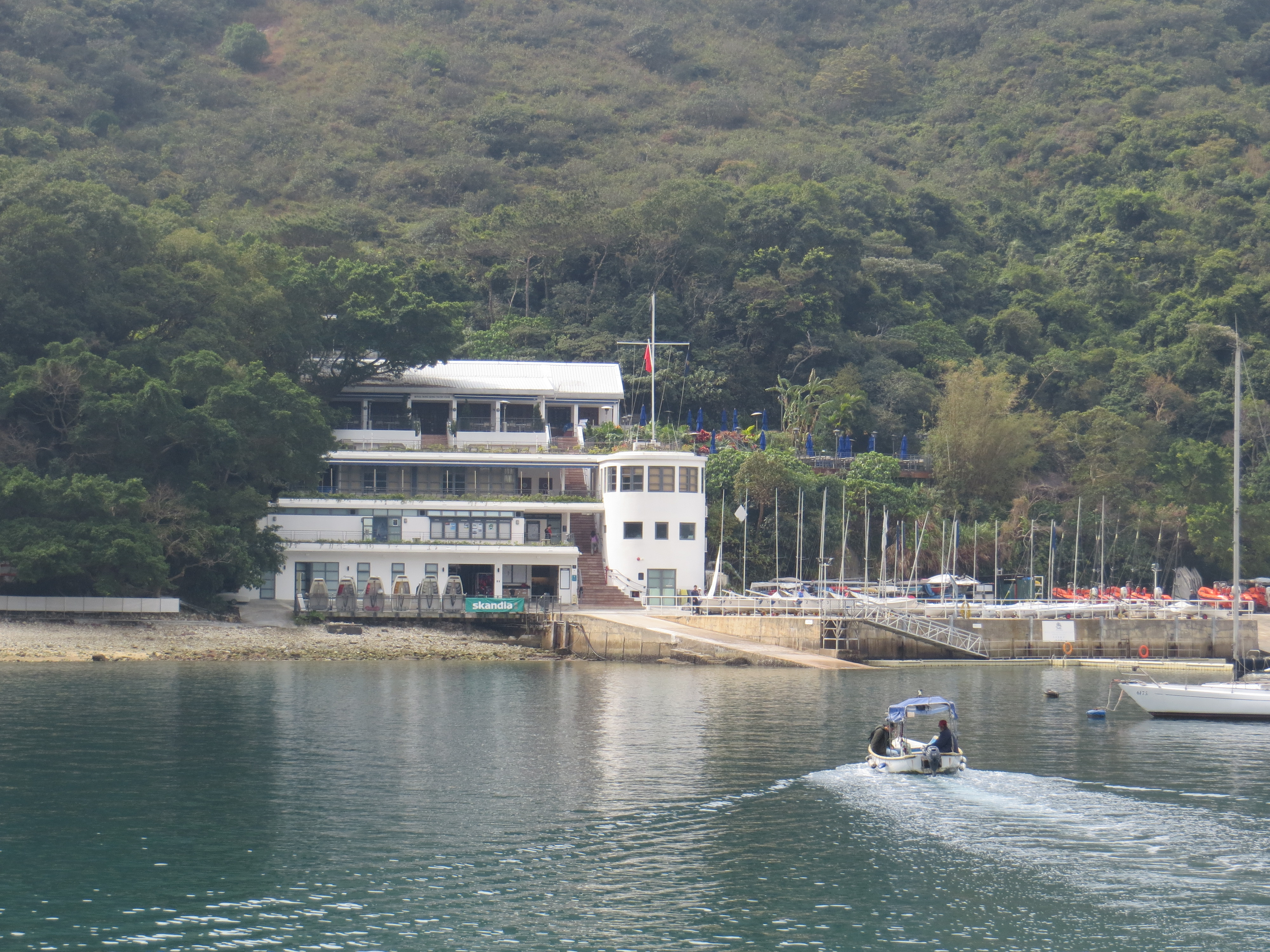
香港遊艇會在島上的會所。

在開埠時此島的英文譯名是Gantchow，而現時在舂坎角海灘對出的小島（現稱銀洲）則被稱為Maskong或Makong Island。到了1845年出版的地圖，熨波洲已命名為Middle Island。1888年出版的地圖此島稱為Ngan Chau Island (Tong Po)，列明稱銀洲，又名熨波，而現稱銀洲的小島則稱Round Island (Un Chau)，即圓洲。1937年地圖首次記載此處名為Tung Ku Island，之後約20年左右此名一直與西名Middle Island並行，由1970年起此島採用今名熨波洲（Tong Po Chau/Middle Island）。
1911年，熨波洲島上有18人居住，主要居於島的北岸灘邊。
1970年代有報道表示該處已有人進行水上活動。1973年8月26日，海事處規定通過熨波洲與陸地之間的海道時速限制在5海里內，因為有人投訴使用該處之快艇及拖有滑水人士之快艇航行極快，對游泳人士及其他船隻造成危險。
1980年，因應偷渡潮及越南難民來港潮，人民入境事務處開始強制要求市民出外需攜身分證，但荃灣新市鎮、葵涌、青衣、鴨脷洲、熨波洲及昂船洲的人士可獲豁免。雖然如此，仍然有人能突破重圍，偷渡至熨波洲。1982年5月19日，兩名中國非法入境者乘漁船偷渡來港，但漁船在熨波洲擱淺，他們最終在22日被捕。1983年5月底，有人發現熨波洲上有十多名來歷不明的人士（未悉為非法入境者或難民），警方在附近設路障及派水警輪登岸搜索，但查無所獲。
1985年1月，港府擬以私人協約形式批出熨波洲北岸約600平方米供遊艇會興建碼頭，為期21年，以及批出毗鄰的1510平方米官地供興建康樂設施，並按批租條件每周向學校或外間團體等開放最多三次，每次三小時。
1987年11月，一隻梅花鹿約於1個月前由海洋公園，趁餵飼時逃出，職員追捕不果。在14日下午5時許有人發現此鹿游至熨波洲。警方派水警輪調查後終發現該鹿，由一名姓蔡的警員攜繩索落水，擬將鹿綁緊救起，但該鹿卻踢此警員的胸口。時已入黑，水警遂作罷。17日（星期二），海洋公園宣布已組成獵鹿隊在周末或之前到熨波洲上捕鹿（報道並描述熨波洲有三數漁民居住）。1988年1月，海洋公園發言人證實在改建兒童遊樂園時走失兩頭梅花鹿，一隻當場捕回，另一隻則87年9月逃去者，亦已捕回。
1991年11月，屋宇地政署公布擬在熨波洲北岸約6300平方米之前濱及海床填海，以便香港仔遊艇會興建會所、船庫及加建硬路面。

## 香港遊艇會
2018年5月29日，香港遊艇會計劃在熨波洲建造約29艘船隻的浮橋碇泊處和可存放170艘遊艇的船塢，及兩層高的會所和培訓中心，是次工程項目填海總面積約5310平方米，浮船靠泊區域將取代大約9個擺動繫泊處，繫泊能力淨增加額約為20艘船。

## 交通
目前並沒有公共交通前往該島，只能以香港遊艇會會員身份坐艇至該島，或自行租船前往。由於港口風平浪靜，部分人會由麗海堤岸路泳渡登岸，但必須注意安全。

## 外部連結
- 香港島南區的熨波洲地圖 （页面存档备份，存于）